# Tatra 813
Tatra 813 — крупнотоннажный грузовой автомобиль военного назначения чехословацкого производства, который с 1967 года производила фирма «Татра». Произведено 11751 ед.

## Шасси
В основе конструкции — традиционная для Tatra хребтовая рама, представляющая собой трубу, внутри которой располагаются элементы трансмиссии. Такая рама очень хорошо сопротивляется изгибу и кручению, а также позволила сделать шасси модульным — выпускались машины с разной колёсной базой и количеством осей. Колёса всех осей были односкатными, с централизованной системой подкачки шин. Подвеска всех колёс — независимая.

## Двигатель
В качестве силового агрегата выступал T-930 — многотопливный дизель V12 c воздушным охлаждением, который был дальнейшим развитием восьмицилиндрового мотора T-928, ставившегося на Tatra T138

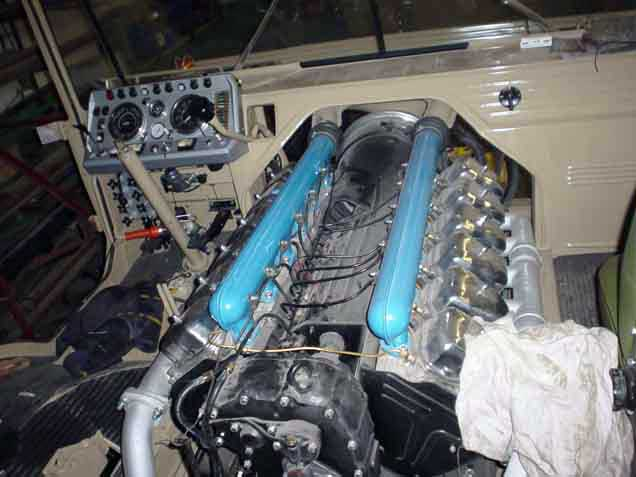
T-930

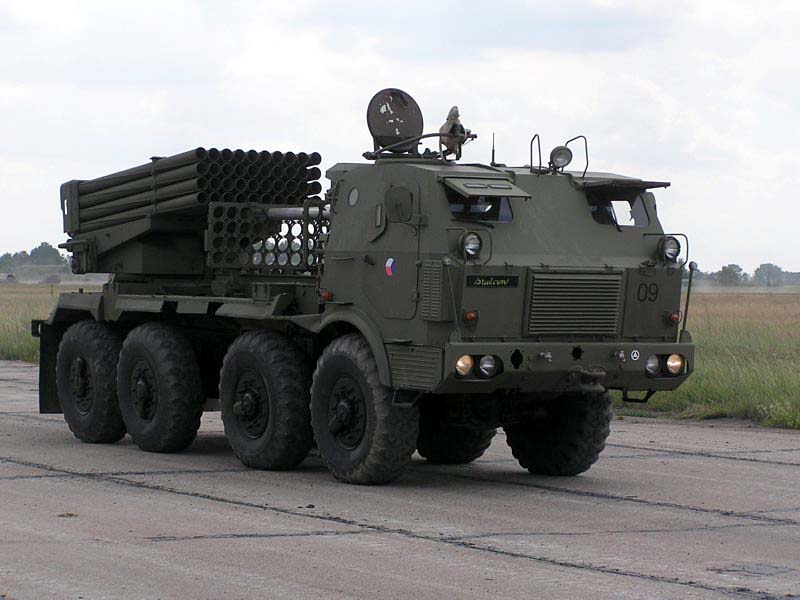
Система залпового огня RM-70 на базе Tatra 813

## Технические характеристики
Для модификации 8 × 8:
- Габариты и масса:
  - длина/ширина/высота, мм 8800/2500/2750
  - колёсная база, мм 1650+2200+1450
  - колея передняя/задняя, мм 2050/2000
  - дорожный просвет, мм 380
  - снаряжённая масса, кг 14000
  - масса прицепа, кг 12000
  - грузопод. на грунте, кг 8200
- Двигатель и трансмиссия:
  - кол-во цилиндров 12
  - раб. объём, см³ 17640
  - макс. мощность, л.с.@об/мин 250@2000
  - макс. крут. мом., Н м@об/мин 960@1200
  - степень сжатия 16,5
  - сцепление трёхдисковое
  - кол-во передач, вперёд/назад 20/4
  - размер шин, дюймы 15,00-21
- Эксплуатационные показатели:
  - ср. расх. топлива, л/100 км 42
  - скорость, км/ч 80
  - глубина рва или брода, мм 1400

## Галерея

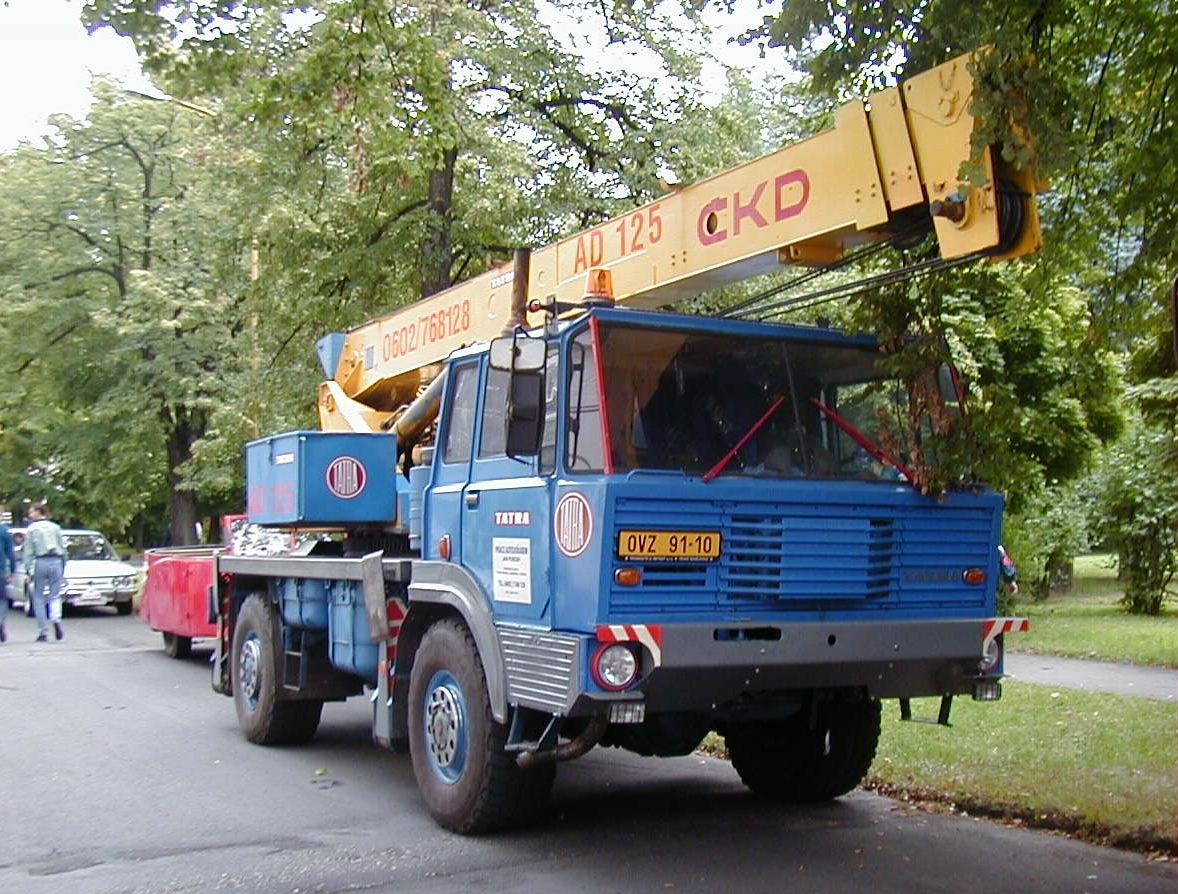
Автокран на двухосном шасси
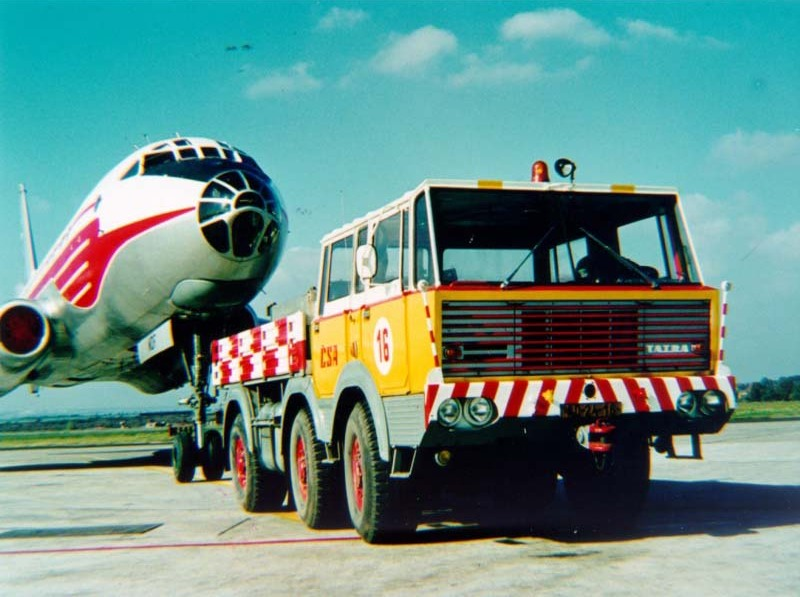
Трёхосный аэродромный тягач T813 и Ту-104
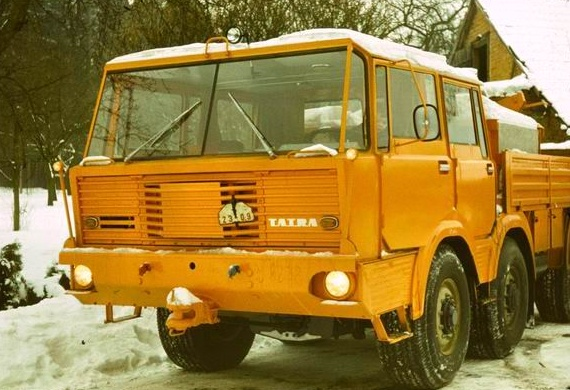
T813
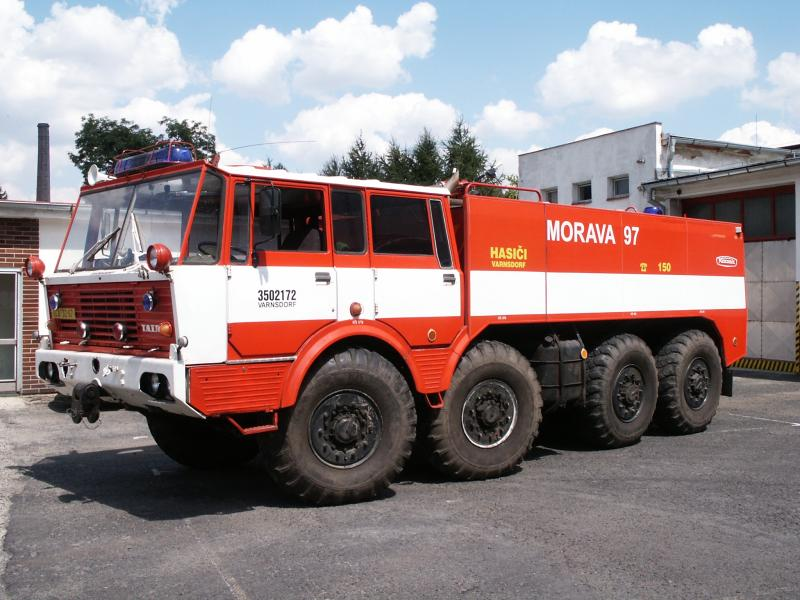
Пожарный автомобиль на четырёхосном шасси
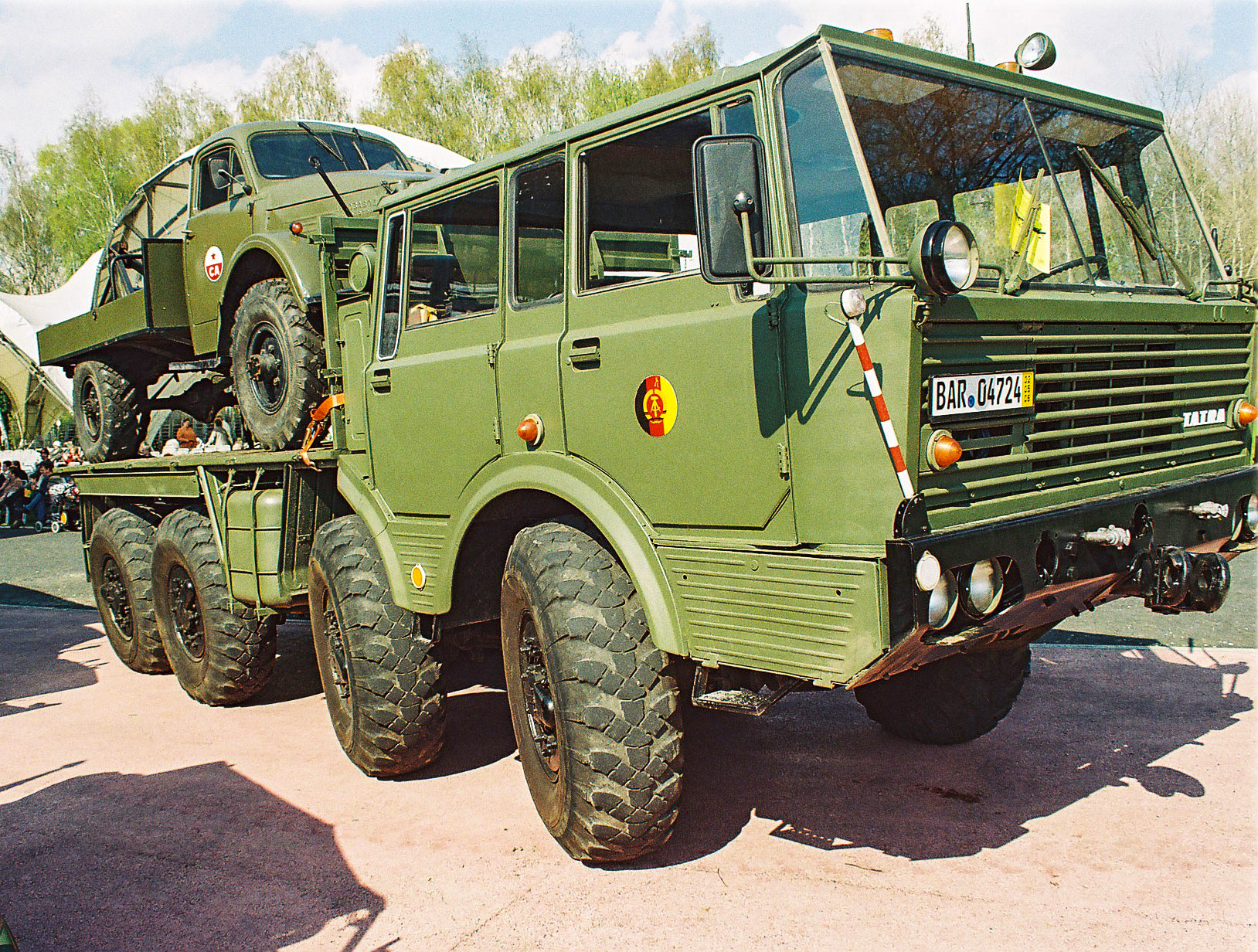
KOLOS 8x8
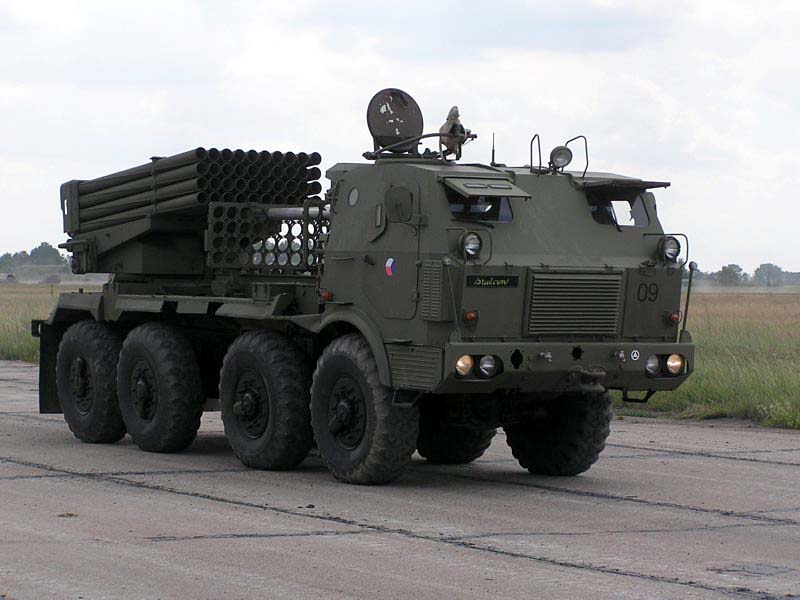
система залпового огня «Град» на шасси T813
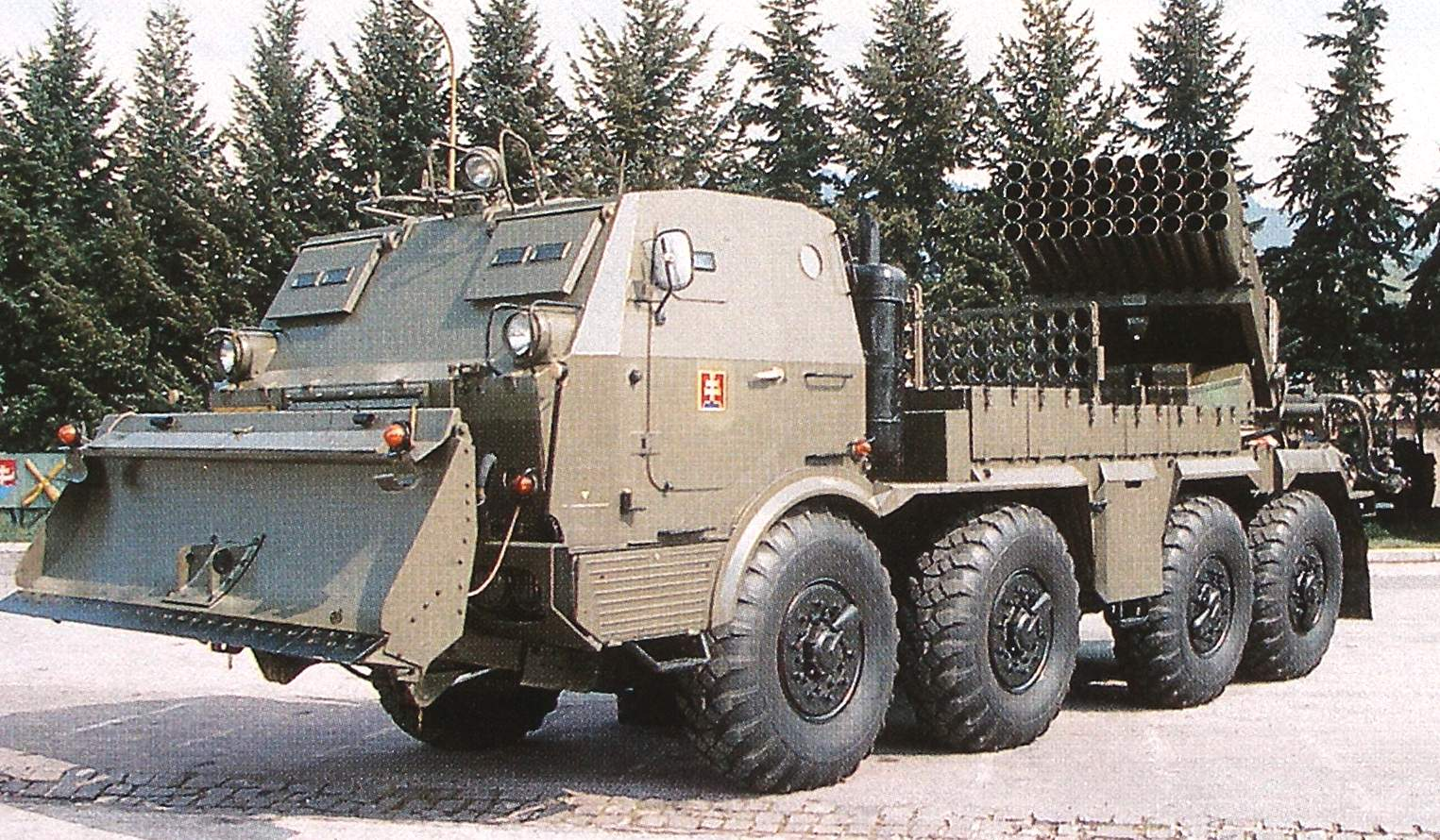
система залпового огня «Град» на шасси T813
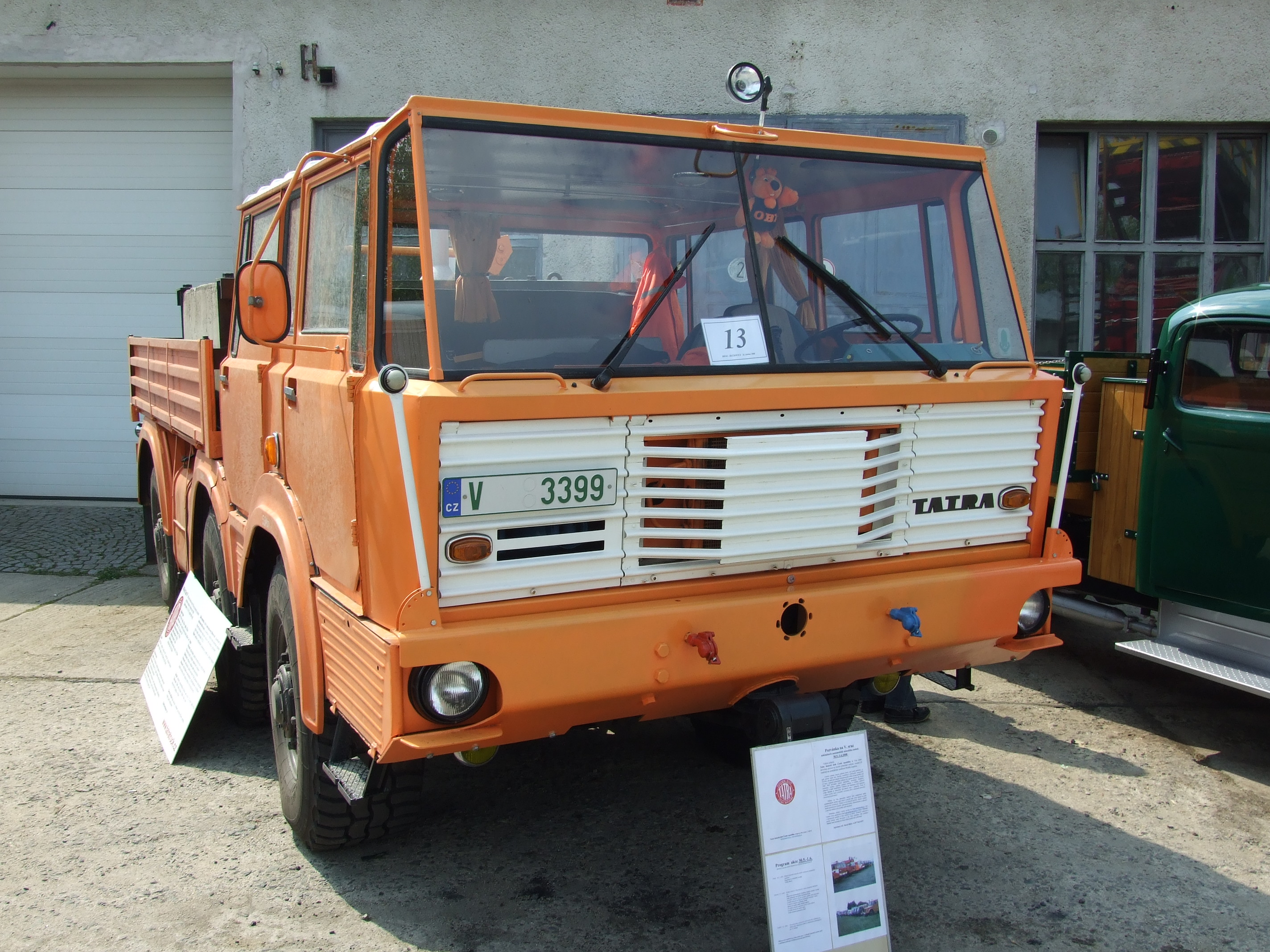
трёхосная T813